# Примара (фільм, 1922)
«Примара» (нім. Phantom) — німий німецький експресіоністський фільм 1922 року режисера Ф. В. Мурнау, знятий у стилі вуличного фільму. Екранізація роману Герхарта Гауптмана.

## Сюжет
Скромний міський чиновник мріє стати великим поетом і одружитися з чарівною дівчиною, яка проїхала повз нього в шарабані, запряженому поні. На вулиці він випадково зустрічає повію, яка сильно нагадує йому красуню в колясці; він наймає дівчину і гуляє з нею упродовж всієї ночі, аж поки його не забирають до поліцейської дільниці, де на самоті у камері він опам'ятовується та звільняється від своїх нав'язливих примар.

## У ролях
| Актор/акторка                |   | Роль                           |
| ---------------------------- | - | ------------------------------ |
| Альфред Абель                | • | Лоренц Лубот                   |
| Грете Бергер                 | • | незнайомка                     |
| Ліль Даґовер                 | • | Мария Старк                    |
| Ліа де Путті                 | • | Веронка Харлан / Мелітта       |
| Антон Едтофер                | • | Віготчинський                  |
| Ауд Егеде Ніссен             | • | Мелані                         |
| Адольф Кляйн                 | • | крамар залізних виробів Харлан |
| Ольга Енгл                   | • | дружина Харлана                |
| Карл Етлінгер                | • | палітурник Старке              |
| Ілка Ґрюнінґ                 | • | баронесса                      |
| Ганс Генріх фон Твардовський | • | Х'юго Лубот                    |